# Leonessa Rugby
Actualités
La Leonessa Rugby est une entente féminine de rugby à XV basée dans l'agglomération de Brescia, en Lombardie. L'équipe première évolue en première division, la réserve en deuxième division.
Les couleurs du club sont bleu et blanc. Son emblème est une lionne.

## Histoire
À l'issue de la saison 2022-2023, le club de Calvisano est sacré champion de Serie A et obtient l'accession en Serie A Élite. À l'initiative de son dirigeant Luca Marzocchi, le club entame alors un dialogue et s'entend avec trois autres clubs de la région bresciane : Rovato, le Brixia et les Centurione de Lumezzane. Les quatre clubs s'unissent au sein de l'entente baptisée Leonessa, en référence à une entente passée entre les clubs de Rovato et Brescia au début des années 2000. Cette union des énergies et des effectifs permet à l'entente de réunir une cinquantaine de joueuses et d'engager deux équipes seniors en championnat. De plus, la Leonessa bénéficie des infrastructures des quatre clubs, tous dans un périmètre géographique restreint.
L'entente fonctionne également dans les catégories de jeunes et dès sa première saison la Leonessa dispose d'équipes dans les catégories des moins de 14, 16 et 18 ans.
L'objectif pour la saison suivante est la création d'une franchise dont les quatre clubs seront actionnaires paritaires et vers laquelle convergeront toutes les joueuses des clubs en question. 
La Leonessa adopte un maillot bleu et blanc qui n'utilise aucune des couleurs des quatre clubs de l'entente. Les joueuses gardent toutefois les chaussettes de leur club.